# Igreja de Nossa Senhora da Conceição (Caldas da Rainha)
A Igreja de Nossa Senhora da Conceição localiza-se na Praça 25 de Abril, na atual freguesia de Nossa Senhora do Pópulo, Coto e São Gregório, na cidade e no município das Caldas da Rainha, região Oeste portuguesa. 

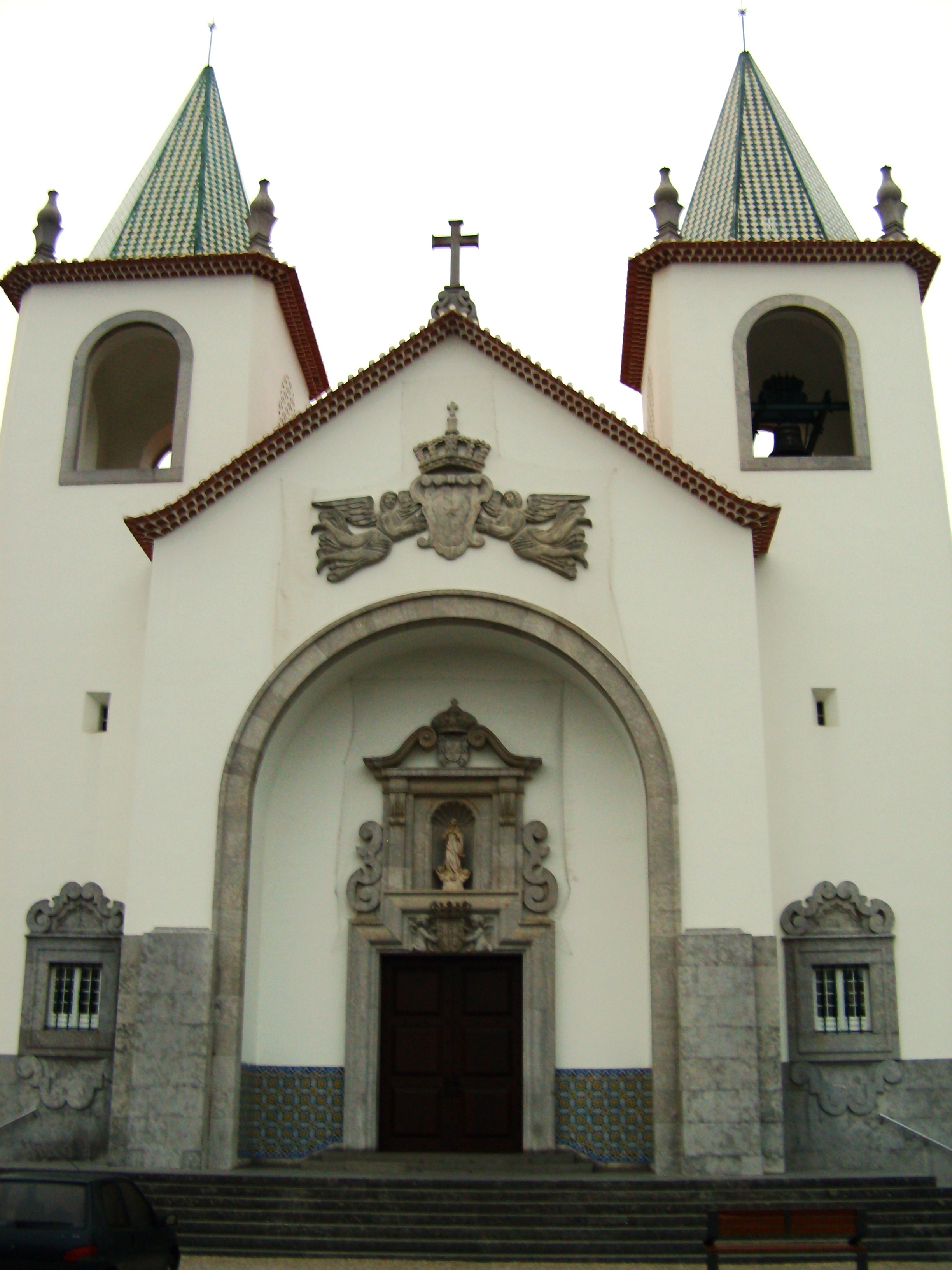
Igreja de Nossa Senhora da Conceição, Caldas da Rainha: pórtico.

Foi construída no século XX, constituindo, na atualidade, a Igreja Matriz da paróquia.